# Margottini alla bergamasca
I margottini alla bergamasca sono un antipasto o secondo piatto tipico della cucina bergamasca. 

## Descrizione
Il termine margottino, diminutivo di margotta, indica uno stampo conico simile a un bicchiere dalle pareti alte e lisce circa 15 centimetri. Le pareti devono essere lisce per permettere la corretta sformatura del margottino.
La ricetta prende il nome dallo stampo e della provenienza, tipica delle valli bergamasche. I margottini si differenziano per essere tortini di semolino giallo ripieni di formaggio, preferibilmente Branzi e formaggio grana DOP e uova. Il semolino viene portato a cottura con il brodo di carne e, una volta pronto, viene inserito nel margottino per essere spolverato di formaggio grana e guarnito con Branzi e il tuorlo dell'uovo. Successivamente, viene ultimata la cottura infornando il composto. 